# گالیب جعفروف
گالیب جعفروف (ترکی آذربایجانی: Qalib Musa oğlu Cəfərov؛ زادهٔ ۹ مهٔ ۱۹۷۸) بوکسور اهل قزاقستان بود.